# Herrarnas stafett vid världsmästerskapen i skidskytte 2011
Herrarnas stafett vid VM i skidskytte 2011 avgjordes den 11 mars 2011 i Chanty-Mansijsk, Ryssland kl. 13:45 svensk tid (CET). 
Detta var herrarnas näst sista tävling på världsmästerskapet. Distansen var 4 x 10 km. Totalt åtta skjutningar, fyra liggande och fyra stående. Varje åkare hade fem ordinarie skott och tre extraskott på sig att skjuta serien med fem mål, om det fortfarande finns prickar kvar så blev det då straffrunda.
Guldmedaljör blev Norge med ett lag som bestod av Ole Einar Bjørndalen, Alexander Os, Emil Hegle Svendsen och Tarjei Bø.

## Tidigare världsmästare
| År   | Ort             | Mästare         |
| ---- | --------------- | --------------- |
| 2006 | Pokljuka        | Tävlades inte i |
| 2007 | Antholz         | Ryssland        |
| 2008 | Östersund       | Ryssland        |
| 2009 | Pyeongchang     | Norge           |
| 2010 | Chanty-Mansijsk | Tävlades inte i |

## Resultat
| Placering | Namn                                                                     | Nation   | Tid       | Straffrundor + extraskott      |
| --------- | ------------------------------------------------------------------------ | -------- | --------- | ------------------------------ |
| 1         | Ole Einar Bjørndalen Alexander Os Emil Hegle Svendsen Tarjei Bø          | Norge    | 1:16,13,9 | 0 + 00 + 13 02 + 01 01 + 13    |
| 2         | Anton Sjipulin Jevgenij Ustiugov Maksim Maksimov Ivan Tjerezov           | Ryssland | +13,4     | 01 + 01 0 + 02 01 + 00 3 + 00  |
| 3         | Olexander Bilanenko Andrij Deryzemlja Serhij Semenov Serhij Sednev       | Ukraina  | +28,0     | 01 + 02 01 + 02 0 + 01 02 + 01 |
| 4         | Fredrik Lindström Magnus Jonsson Carl Johan Bergman Björn Ferry          | Sverige  | +31,8     | 01 + 02 0 + 03 02 + 03 02 + 02 |
| 5         | Christian De Lorenzi Rene Laurent Vuillermoz Lukas Hofer Markus Windisch | Italien  | +38,1     | 02 + 02 01 + 01 01 + 00 1 + 13 |
| 5         | Lowell Bailey Jay Hakkinen Tim Burke Leif Nordgren                       | USA      | +38,1     | 01 + 02 03 + 02 0 + 02 02 + 02 |